# Mountain
Mountain foi uma banda de blues-rock/hard rock norte-americana fundada em 1969 pelo guitarrista Leslie West e pelo produtor do Cream, o baixista Felix Pappalardi.
O grupo era um trio composto de Leslie West na guitarra, Felix Pappalardi no baixo e Corky Laing na bateria. O vocal cru de West, a bateria fluente de Laing e as linhas de baixo pesadas de Pappalardi formavam o som distintivo do Mountain.
A banda se apresentou no Festival de Woodstock mas não foi incluída no filme ou na trilha sonora. O Mountain recebeu uma certa aclamação da crítica mas nunca conseguiu alcançar sucesso comercial. A faixa título de seu álbum Nantucket Sleighrid foi usada como tema do programa britânico Weekend World, que foi transmitido entre 1972 e 1986. Mountain tocava em alto volume, o que acabou prejudicando o ouvido de Felix Pappalardi.
Entre 1972 e 1974 Leslie West e Corky Laing, juntamente com o baixista Jack Bruce, formaram um power trio -West, Bruce & Laing- e lançaram três álbuns (Why Dontcha, Whatever Turns You On e Live'N'Kickin').
O estilo musical do grupo consistia principalmente em hard rock, blues rock e heavy metal.